# 城关镇 (舒城县)
城关镇，是中华人民共和国安徽省六安市舒城县下辖的一个乡镇级行政单位。

## 行政区划
城关镇下辖以下地区：
东苑社区、飞霞社区、凤池苑社区、码头社区、龙津桥社区、中大社区、三拐塘社区、鼓楼社区、龙塔社区、舒怡社区、新城社区、春秋苑社区、孔集社区、马河口社区、舒中村、仁和村、沙埂村、伏虎村、河镇村、永安村、五里村、古城村、七星村、七里村、孔集村、付圩村、舒丰村、凡坛村、下河村、圣庄村、双丰村、太平村、舒勤村、高塘村、河口村、幸福村、杨家村、三松村、邓岗村、卓山村、舒玉村、石桥村和城南村。